# Guennadi Beliakov
Guennadi Vladímirovich Beliakov –en ruso, Геннадий Владимирович Беляков– (Moscú, URSS, 7 de junio de 1968) es un deportista soviético que compitió en luge en la modalidad doble. Su hermano Alexandr también compitió en luge.
Ganó una medalla de bronce en el Campeonato Mundial de Luge de 1990.

## Palmarés internacional
| Campeonato Mundial | Campeonato Mundial | Campeonato Mundial | Campeonato Mundial |
| Año                | Lugar              | Medalla            | Prueba             |
| ------------------ | ------------------ | ------------------ | ------------------ |
| 1990               | Calgary (Canadá)   | Medalla de bronce  | Equipo             |